# Quelli che non si salvano
Quelli che non si salvano (Bad Boy) è un film del 1939, diretto da Herbert Meyer, con Holmes Herbert. 

## Trama
Johnny Fraser si congeda dalla madre e si reca in città, dove trova un lavoro come ingegnere nella ditta di McNail. Ottiene in fretta una promozione, ma allo stesso tempo la frequentazione del suo collega Steve Carson, scommettitore incallito, e soprattutto la dispendiosa storia sentimentale con Madelon Kirby lo riducono al verde, per cui , su istigazione di Steve, sottrae del danaro all'azienda. Licenziato, finisce in prigione per qualche tempo, durante il quale Madelon sparisce dal suo orizzonte. McNail ritira la denuncia, e Johnny viene liberato ma, dato il suo trascorso carcerario, non riesce a trovare lavoro se non in un'organizzazione criminale, della quale diventa addirittura il capo. Madelon, resasi conto che Johnny è ora un uomo facoltoso, si rifà viva e lo circuisce fino a sposarlo, mentre continua ad avere rapporti amorosi con Steve. Johnny compra una nuova casa per la madre, suscitando la gelosia di Madelon, e decide di lasciare la criminalità per tornare ad un lavoro onesto. Ma troppo tardi: la polizia è sulle sue tracce. Terry, l'affezionato domestico di casa, muore nel tentativo di farlo fuggire. Ferito gravemente, Johnny si rifugia dalla madre. All'arrivo della polizia, la madre di Johnny, al capezzale del figlio moribondo, resasi conto che non c'è più nulla da fare per lui, prega il Signore di volerlo prendere con sé in cielo.